# Алфлен, Роб
Роб Алфлен (нидерл. Rob Alflen; род. 7 мая 1968, Утрехт) — нидерландский футболист и футбольный тренер. Играл на позициях полузащитника и защитника. В качестве игрока выступал за «Утрехт», «Аякс», «Витесс», «Спарту» и «Камбюр». Дважды, в 1994 и 1995 году, становился чемпионом Нидерландов в составе амстердамского «Аякса».
После завершения игровой карьеры работал спортивным аналитиком в «Утрехте», а затем и ассистентом главного тренера в этом клубе. С 2007 по 2008 год исполнял обязанности ассистента главного тренера в клубе первого нидерландского дивизиона «Харлеме». С 2009 по 2011 годы являлся тренером молодёжного состава клуба «Утрехт», после этого три года помогал в качестве ассистента Яну Ваутерсу, после его ухода в мае 2014 стал главным тренером клуба.

## Биография

### Клубная карьера
Роб Алфлен начал свою футбольную карьеру в утрехтских юношеских командах «Спортинг’70» и «Холланд». В 1985 году Роб перешёл в главную команду всего города — «Утрехт». Дебютировал Алфлен за «Утрехте» 13 апреля 1986 года в матче Высшего дивизиона Нидерландов против «Твенте», завершившийся вничью 2:2. В своём дебютном сезоне Роб провёл 7 матчей в чемпионате сезона 1985/86.
В сезоне 1986/87 Алфлен больше получал игрового времени. 22 марта 1987 года Алфлен забил свой первый мяч за «Утрехт», это произошло в матче против роттердамского «Эксельсиора», Роб забил на 15-й минуте, а его команда в итоге победила со счётом 5:3. Всего за сезон 1986/87 Алфлен сыграл 18 матчей и забил 3 мяча, а его клуб по итогам сезона занял седьмое место в чемпионате. За шесть сезонов выступления за клуб Роб провёл в чемпионате 142 матча и забил 15 мячей.
В июле 1991 года Роб подписал контракт с амстердамским «Аяксом». Помимо Алфлена «Аякс» усилился ещё несколькими молодыми игроками, среди которых был Альфонс Грунендейк, Йон Хансен, Дан Петерсен и Джон ван Лун. Дебют Алфлена состоялся 6 декабря 1991 года в матче против «Витесса», Роб отыграл 61-ну минуту, после которой его заменили на Джона ван Луна, матч в итоге завершился домашним поражением «Аякса» со счётом 0:2. В «Аяксе» Алфлен редко попадал в основной состав, за три сезона Алфлен провёл за клуб всего 18 матчей и забил 4 мяча. В сезонах 1994/95 и 1995/96 Алфлен имея контракт с «Аяксом» выступал за любительский клуб «Холланд», в котором некогда начинал свою футбольную карьеру.
В 1995 году Роб покинул «Аякс», а в 1996 году подписал контракт с арнемским «Витессом». Дебют Роба состоялся 22 марта 1996 года в матче против «Гоу Эхед Иглза», который завершился домашним поражением «Витесса» со счётом 0:3. Но Алфлен так и не стал игроком основного состава, проведя всего 7 матчей в чемпионате сезона 1995/96. Сезон 1996/97 Алфлен провёл в роттердамской «Спарте», сыграв 25 матчей и забив 1 гол.
В 1997 году Роб перешёл в клуб «Хераклес’74» из города Алмело. «Хераклес’74» на тот момент выступал в Первом нидерландском дивизионе. В своём первом сезоне Роб провёл 25 матчей и забил 2 мяча. В 1998 году «Хераклес’74» был переименован в «Хераклес Алмело». В старом клубе с новым названием Роб провёл 27 матчей и забил 8 мячей в первом нидерландском дивизионе. В 1999 году Алфлен перешёл в клуб «Камбюр». В сезоне 1999/00 Роб провёл 26 матчей, а его клуб занял предпоследнее место в чемпионате. По итогам сезона Роб завершил свою футбольную карьеру в возрасте 32 лет.

### Тренерская карьера
В 2004 году Алфлен работал спортивным аналитиком в «Утрехте», позже Роб стал ассистентом главного тренера «Утрехта». С 2007 по 2008 год Роб работал ассистентом главного тренера в клубе «Харлем». В феврале 2009 года Роб вернулся в «Утрехт» и стал тренером молодёжного состава команды, подписав с клубом контракт на один год.

## Достижения
«Аякс»
- Чемпион Нидерландов (2): 1993/94, 1994/95